# Beschermd dorpsgezicht

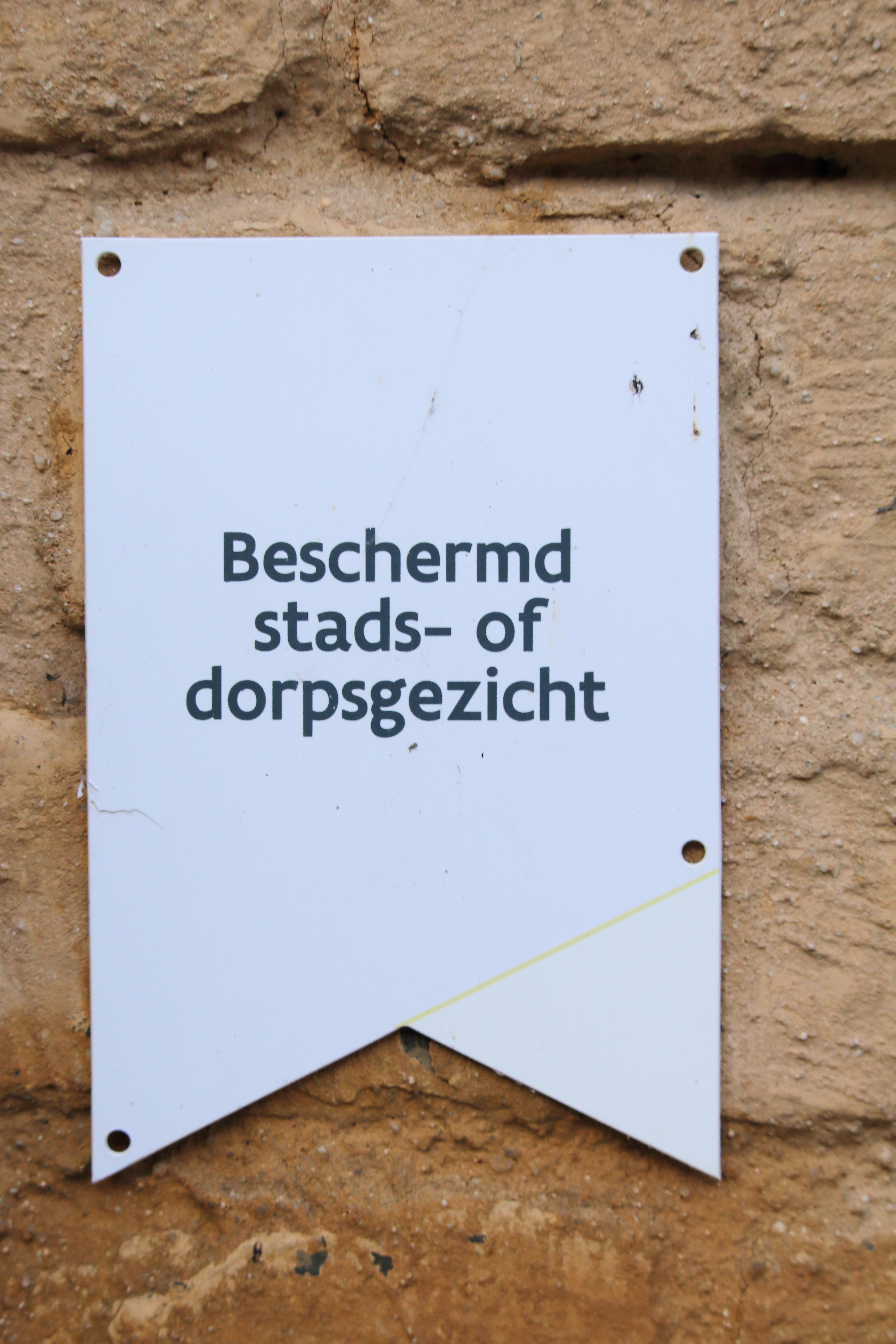
Monumentenschildje voor een Vlaams beschermd dorpsgezicht

Een beschermd dorpsgezicht is een gebouw of ensemble van gebouwen in een dorp, dat samen met zijn directe omgeving van algemeen belang wordt beschouwd en om die reden bij wet veilig wordt gesteld voor volgende generaties. 

## Nederland
In Nederland zijn beschermde dorpsgezichten sinds 1961 opgenomen in de Monumentenwet. Eind 2015 waren er in Nederland 468 beschermde stads- en dorpsgezichten.
In Nederland is een beschermd dorpsgezicht een kwalificatie van een gebouw of een groep gebouwen die van algemeen belang zijn wegens hun schoonheid, hun onderlinge ruimtelijke of structurele samenhang. Wanneer deze gebouwen aangemerkt zijn als 'beschermd dorpsgezicht' mogen ze niet worden afgebroken of worden gewijzigd zonder een schriftelijke vergunning van het college van burgemeester en wethouders. Ook gebouwen die niet worden aangemerkt als monument, kunnen hieronder vallen. Vaak bepalen een aantal gebouwen samen, of de ruimtelijke structuur en de onderlinge samenhang van de gebouwen, het historische karakter van een dorp.
Het bestemmingsplan moet binnen drie jaar worden aangepast aan deze kwalificatie. Tot die tijd ontstaat voor huiseigenaren een periode waarin geen duidelijke, democratisch vastgestelde regels zijn voor verbouw of nieuwbouw. Gemeentes kunnen bouwaanvragen namelijk "voor onbepaalde tijd aanhouden". 
Door de rijksoverheid beschermde dorpsgezichten zijn als zodanig aangewezen ingevolge de toepassing van artikel 35 van de Monumentenwet 1988. Gemeentelijk beschermde dorps- of stadsgezichten worden aangewezen ingevolge de gemeentelijke erfgoedverordening. Barsingerhorn was in 1993 het eerste dorp dat op provinciaal niveau een beschermd dorpsgezicht kreeg. In een beschermd dorpsgezicht kunnen zich gemeentelijke, provinciale en rijksmonumenten bevinden.

## België
In België is sinds 1976 de bescherming van een locatie als dorpsgezicht of stadsgezicht mogelijk. Dit is een uitbreiding van de wet van 1931 die de bescherming van monumenten en landschappen mogelijk maakte. In Vlaanderen zijn 1139 sites beschermd als dorpsgezicht (situatie op 31 december 2005).
Een beschermd dorpsgezicht is een groepering van een of meer monumenten samen met de directe, onmiddellijk ermee verbonden visuele omgeving, die door haar beeldbepalend karakter de intrinsieke waarde van het monument tot haar recht doet komen. Voorbeelden van een directe omgeving zijn: kerkhofmuren, bestrating, huizen in de omgeving, waterlopen en open velden bij windmolens.